# Siuru

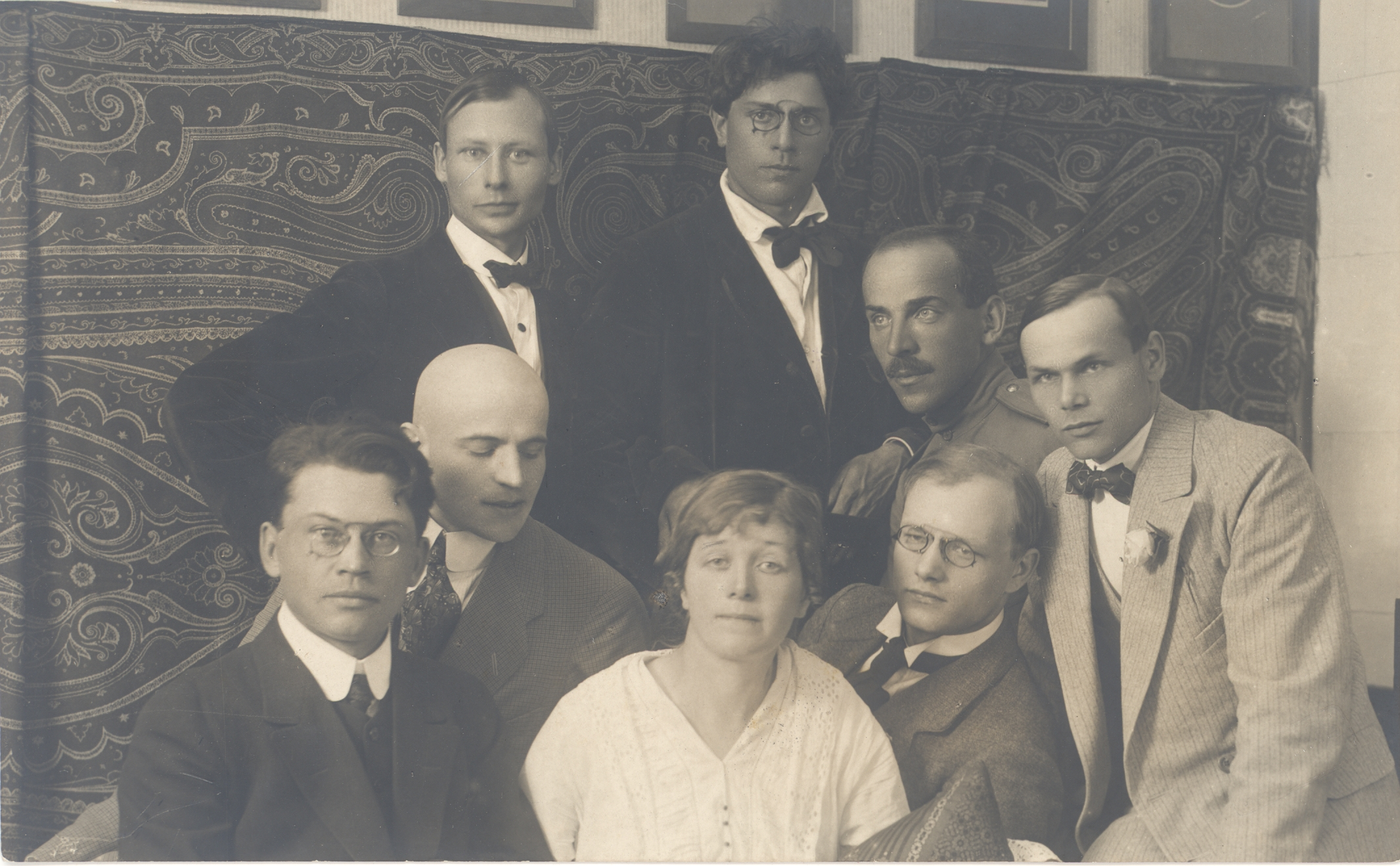
I membri del movimento "Siuru". Dietro: Peet Aren, Ott Krusten. Davanti: Friedbert Tuglas, Arthur Adson, Marie Under, August Gailit, Johannes Semper e Henrik Visnapuu

Il movimento letterario Siuru fu fondato in Estonia nel 1917. Fu un movimento espressionista e neo-romantico che andava contro il movimento tradizionalista e patriottico dei Noor-Eesti (Giovane Estonia). Prende il nome da una fenice della tradizione mitologica ugro-finnica.

## Membri
Insieme al fondatore August Gailit, il movimento includeva i seguenti giovani poeti e scrittori: Marie Under, Henrik Visnapuu, Johannes Semper, Friedbert Tugas e Artur Adson. Tra il 1917 e il 1919, Siuru pubblicò tre libri di poesie. Il 1919 fu segnato da conflitti interni nel gruppo che portarono all'abbandono di Visnapuu e Gailit, i quali vennero rimpiazzati da due nuovi membri, Johannes Barbarus e August Alle.

## Programma
I membri del Siuru avevano affinità culturali con il futurismo e l'impressionismo. La loro poesia con riferimenti di natura erotica era vista come scandalosa ai tempi. La loro filosofia incitava alla natura dello spirito umano.
Il motto del gruppo includeva la frase latina Carpe diem! e la frase "Possa la gioia della creazione essere la tua sola forza motrice", suggerita da Friedbert Tuglas. Il simbolo del gruppo, oltre alla fenice, era un crisantemo bianco.

## Attività

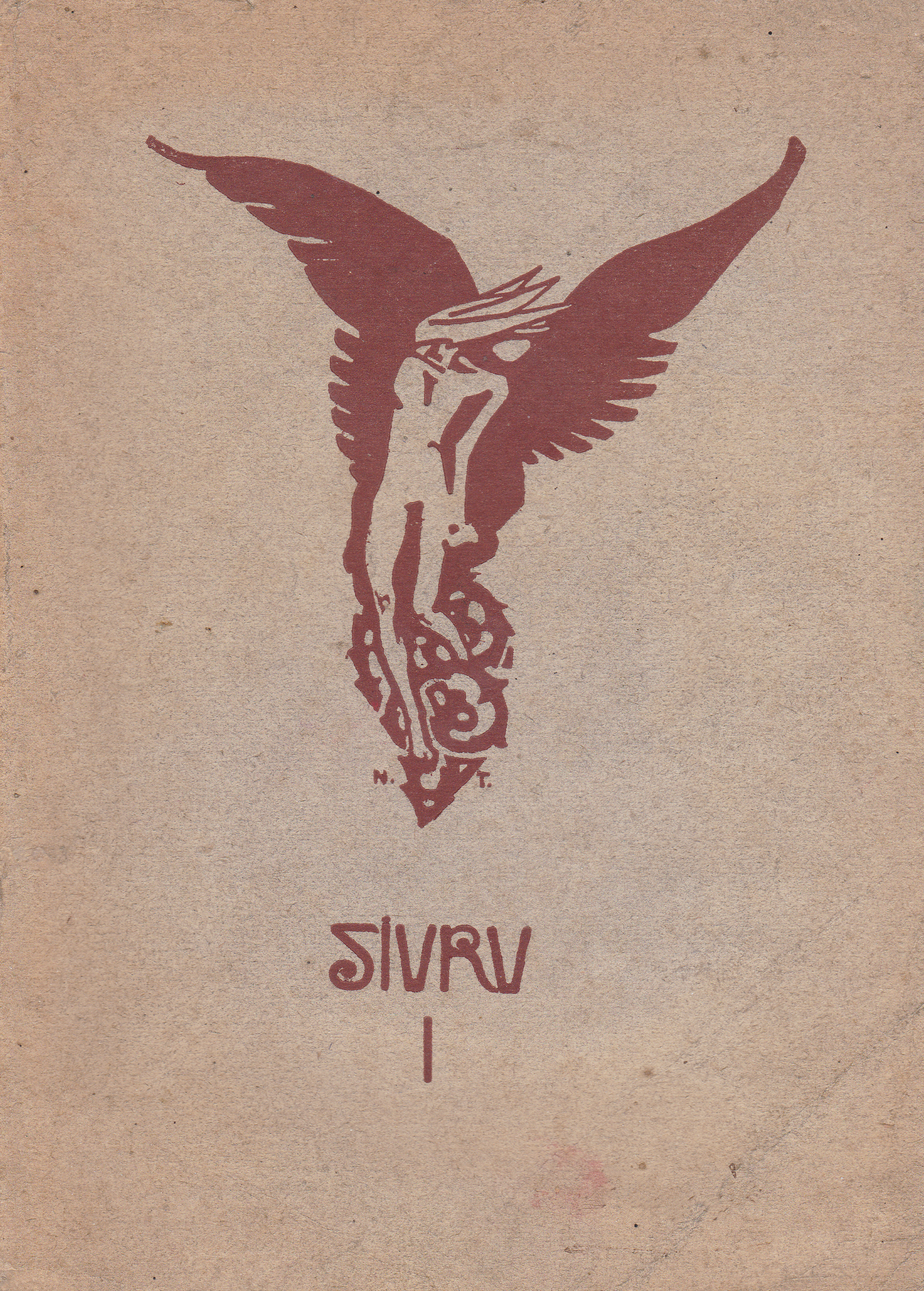
Copertina della prima pubblicazione

Uno dei maggiori successi dell'attività del movimento Siuru fu la divulgazione della letteratura presso il popolo estone, portando un attivo sviluppo dell'originale letteratura estone nella giovane repubblica d'Estonia (prima repubblica). Sebbene il movimento ebbe vita breve parallelamente alla stessa repubblica, i loro membri diventarono tutti figure importanti nella letteratura e storia estone anche durante l'occupazione sovietica.
Marie Under (1883–1980) fu la leader del movimento, pubblicando il suo primo libro Sonnets (Sonetti). Mentre l'espressione della naturalità incontrò largo seguito nei suoi lettori, il suo franco e spudorato erotismo provocò avversione e disprezzo da parte dei conservatori tradizionalisti, un segno distintivo che marcò tutta la sua carriera che terminò con l'ultima pubblicazione nell'anno 1963.
Artur Adson (1889-1977) pubblicò la sua prima raccolta di poemi L'anima che brucia nel 1917. Sia questo che la successiva raccolta La vecchia lanterna, del 1919, consistevano in una serie di poesie amorose giovanili. Successivamente espanse le tematiche anche a problemi sociali. Adson scrisse numerosi libri. Il suo Quattro Re, un dramma ambientato nella primordiale Estonia del 1343, viene considerato il suo più interessante e significativo lavoro. Adson fu il secondo marito di Marie Under.